# فرهنگ معاصر
فرهنگ معاصر (بنیان‌گذاری: ۱۳۶۰/ ۱۹۸۱م) (نام رسمی: مؤسّسهٔ فرهنگِ معاصر)، بنیادی برای نشر کتاب در ایران است که پویایی اصلی‌اش، کتاب‌های مرجع و لغتنامه‌هاست.

## تاریخچه
در آغاز این مؤسسه در زمینهٔ چاپ کتاب‌های مرجع و عمومی فعالیت داشت، به‌تدریج از سال ۱۳۶۶ عمده فعالیت خود را به تهیه، تدوین و چاپ کتاب‌های مرجع اختصاص داده‌است. مؤسسهٔ فرهنگ معاصر، در آستانهٔ سی‌امین سال فعالیت انتشاراتیِ خود، علاوه بر ویرایش و روزآمدکردن فرهنگ‌نامه‌های عمومی موجود، ده‌ها عنوان فرهنگ دوزبانه، یک‌زبانه و تخصصی در زمینه‌های هنر، ادبیات، کتابداری، روان‌شناسی، گیاه‌شناسی، محیط زیست، بانکداری، کامپیوتر، شیمی، علوم زمین و... منتشر کرده‌است.
واحد پژوهش فرهنگ معاصر با هدف تهیه و تدوین آثار مرجع در سال ۱۳۶۴ تأسیس شد که از آغاز کار تا کنون پیوسته رو به گسترش بوده‌است. این واحد در حال حاضر دارای امکانات مطلوبی در حوزهٔ تولید کتاب‌های مرجع است. موضوع فعالیت این واحد را دو زمینهٔ اصلی تشکیل می‌دهد:
- الف) تولید آثار مرجع جدید
- ب) ویرایش، بازنگری و روزآمدکردن آثار منتشرشدهٔ گذشته.

با گذشت نزدیک به سه دهه از تأسیس فرهنگ معاصر، این مؤسسه توانسته‌است آثار گوناگونی را به‌ویژه در زمینهٔ فرهنگ‌های لغت و کتاب‌های مرجعِ دیگر در دسترس دانش‌پژوهان و دانشجویان و دانش‌آموزان قرار دهد. فرهنگ معاصر همچنین طرح‌های گسترده‌ای را در زمینهٔ تولید و نشر آثار مرجع در دست اجرا دارد که به‌تدریج منتشر خواهند شد.

## زمینهٔ فعالیت
گروه‌های واحد پژوهش در زمینه‌های زیر فعالیت می‌کنند:
- زبان فارسی
- زبان روسی
- زبان انگلیسی
- زبان عربی
- زبان فرانسه
- زبان آلمانی
- هنر
- گردشگری (راه‌یاب)
- تخصصی (کامپیوتر، مکانیک، شیمی، روان‌شناسی، پزشکی، محیط زیست، ...)
- کودک و نوجوان

## اساتید همکار
این مؤسسه با بهره‌گیری از اساتید بزرگ و نامدار، فرهنگ‌ها و دائرةالمعارف‌های ماندگاری را تهیه، تدوین و منتشر نموده‌است. اسامی برخی از استادان همکار عبارتند از:
- محمدرضا باطنی، زبان‌شناس
- علی‌محمد حق‌شناس، زبان‌شناس
- رویین پاکباز، هنر
- حسین سامعی، زبان‌شناس
- نرگس انتخابی، زبان‌شناس
- ولی‌الله مظفریان، گیاه‌شناس، عضو هیئت علمی مؤسسهٔ تحقیقات جنگل‌ها و مراتع
- عبدالحسین نیک‌گهر، جامعه‌شناس، استاد دانشگاه، جامعه‌شناس و مترجم
- حسین معصومی همدانی، مدرس زبان و ادبیات فارسی، تاریخ ریاضیات، تاریخ علم و فلسفهٔ علم در دانشگاه صنعتی شریف و عضو پیوستهٔ فرهنگستان زبان و ادب فارسی
- محمدجعفر یاحقی، استاد برجستهٔ زبان و ادبیات فارسی در دانشگاه فردوسی مشهد و عضو پیوستهٔ فرهنگستان زبان و ادب فارسی
- محمدرضا خواجه‌پور
- غلامحسین صدری افشار، فرهنگ‌نویس، پژوهشگر
- نسترن حکمی، فرهنگ‌نویس، مترجم
- نسرین حکمی، فرهنگ‌نویس، مترجم
- محمود دولت‌آبادی، ادبیات، نویسنده معاصر و نویسنده رمان مشهور کلیدر.
- گیتی دیهیم
- محمدرضا پارسایار فرهنگ‌نویس، مترجم
- محمدرضا افضلی
- نورالله مرادی
- هوشنگ اتحاد
- و نیز فرهنگ‌هایی تألیف استادان ذیل توسط فرهنگ معاصر چاپ و نشر شده‌اند:
- سلیمان حییم، فرهنگ‌نویس
- کریم امامی فرهنگ‌نویس، مترجم، ویراستار
- مزدک انوشه زبان‌شناس، فرهنگ‌نویس، ویراستار
- محمدتقی براهنی روان‌شناس

## جوایز
- ناشر برگزیدهٔ هجدهمین نمایشگاه بین‌المللی کتاب تهران در بخش ناشران خصوصی حوزهٔ بزرگسال، ۱۳۷۸
- ناشر برگزیدهٔ بیستمین نمایشگاه بین‌المللی کتاب تهران، ۱۳۸۰

## آثار برگزیده
- فرهنگ معاصر انگلیسی - فارسی، دکتر محمدرضا باطنی، برندهٔ جایزهٔ سیزدهمین دورهٔ کتاب سال جمهوری اسلامی ایران ۱۳۷۳
- فرهنگ معاصر فارسی، غلامحسین صدری افشار، برندهٔ جایزهٔ هفدهمین دورهٔ کتاب سال جمهوری اسلامی ایران ۱۳۷۷
- فرهنگ معاصر هزاره، علی‌محمد حق‌شناس، برندهٔ جایزهٔ بیست‌ویکمین دورهٔ کتاب سال جمهوری اسلامی ایران ۱۳۸۱
- فرهنگ معاصر هزاره، علی‌محمد حق‌شناس، برنده جایزه یازدهمین دورهٔ کتاب برتر دانشگاهی ۱۳۸۱
- فرهنگ مدرسه انگلیسی - فارسی، نرگس انتخابی، برندهٔ جایزهٔ شورای کتاب ۱۳۸۲
- درختان و درختچه‌های ایران، ولی‌الله مظفریان، برندهٔ جایزهٔ بیست‌وسومین دورهٔ کتاب سال جمهوری اسلامی ایران ۱۳۸۳
- فرهنگ مدرسه انگلیسی - فارسی، نرگس انتخابی، برندهٔ جایزهٔ پنجمین جشنوارهٔ کتاب‌های آموزشیِ رشد ۱۳۸۴